# کاوکوو (استان اوپوله)
کاوکوو (به لهستانی: Kałków) یک منطقهٔ مسکونی در لهستان است که در گمینا اوتموخوو واقع شده‌است. کاوکوو ۶۲۰ نفر جمعیت دارد و ۲۳۰ متر بالاتر از سطح دریا واقع شده‌است.